# Sport (automobile)
La Sport (sports car in inglese) è una tipologia di autovettura da competizione a ruote coperte, il cui progetto è orientato al raggiungimento di ottime prestazioni, siano esse puramente velocistiche o relative al telaio, con una ottima manovrabilità di guida. Pertanto, tra queste vengono solitamente classificate automobili biposto, leggere e di piccole dimensioni.

## Caratteristiche
La definizione di vettura sport non va confusa con quella molto più generica di “vettura sportiva”, che si riferisce a modelli con prestazioni sportive derivati da auto di serie, caratterizzati da guidabilità ed una maneggevolezza particolarmente accentuate. Inoltre, alcuni modelli di auto cosiddette "sportive" vengono definite tali solo per questioni di marketing. Ad esempio, auto più grandi e più comode, con sedili posteriori più spaziosi e medesimo stile estetico di una vettura sport, sono generalmente considerate berline sportive, mentre i cosiddetti SUV (Sport Utility Vehicle), hanno poco a che vedere con il concetto di auto sportiva e meno ancora con il concetto di vettura sport. Allo stesso modo, una Ferrari F40, una Chevrolet Corvette, una Lamborghini Aventador o moltissime altre supercar stradali non sono ascrivibili nella categoria delle vetture sport. In origine, venivano classificate come vetture sport modelli biposto (anche se esistono esempi di prime auto sportive a quattro posti) a due porte e sprovvisti di capote (barchetta, cabrio, spider, roadster, speedster, runabout o raceabout, ecc). Queste auto potevano essere lussuose o spartane, coprendo differenti fasce di mercato: dalle piccole Amilcar alle ben più esclusive Alfa Romeo 8C 2900. Ad ogni modo, la definizione di vettura sport è oggi piuttosto desueta, poiché questo genere di vetture era particolarmente noto nella prima metà del XX secolo, quando piccoli e grandi costruttori raggiunsero una notorietà ragguardevole grazie alle vetture sport da essi costruite ed utilizzate principalmente nelle competizioni.

### Caratteristiche generali
Di regola, le vetture sport non vengono progettate per trasportare più di due passeggeri adulti, quindi la maggior parte di quelle moderne, tende ad essere a due posti o ad avere una disposizione 2+2. La McLaren F1, prodotta negli anni '90, si distingueva per una peculiare disposizione a tre posti, in cui la fila anteriore è composta da un sedile centrale per l'autista, con i due passeggeri laterali ai fianchi, leggermente arretrati. Questi veicoli hanno solitamente una dotazione scarna per rendere leggero il corpo vettura, anche se non sono mancati modelli con equipaggiamento più ricco.

### Schema del motore e della trasmissione
Il posizionamento del motore e delle ruote motrici ha un impatto significativo sulla maneggevolezza del veicolo ed è quindi fondamentale nella progettazione di una vettura. Generalmente, queste automobili sono caratterizzate da un'architettura meccanica a motore anteriore e a trazione posteriore (layout FR) o più raramente a motore posteriore e trazione posteriore (layout MR). Nel primo caso, al fine di per evitare lo spostamento del baricentro in avanti, le vetture sono progettate in modo che l'unità propulsiva sia posizionata il più vicino possibile alla paratia posteriore del vano motore. Esempi di vetture sport con layout FR sono la Caterham 7, la Mazda MX-5 e la Dodge Viper, mentre esempi con layout MR sono la Ferrari 488 GTB, la Ford GT e la Toyota MR2. A partire dagli anni '90 è diventata più comune la trazione integrale, la quale offre una migliore accelerazione e maggiore maneggevolezza, nonostante spesso risulti più pesante e più complessa dal punto di vista meccanico. Esempi di vetture sport a trazione integrale sono la Lamborghini Huracan, la Bugatti Veyron e la Nissan GT-R.

## Storia

### Le vetture sportive nella prima metà del XX secolo
Le vetture sport affondano le proprie radici nell'Europa dell'inizio del XX secolo, nelle automobili "da Turismo"; infatti, sebbene il termine sia stato coniato dopo la prima guerra mondiale, i primi due modelli classificati come vetture sport furono la britannica Vauxhall 20 hp del 1908, l'austriaca Austro-Daimler 27/80 PS Prinz-Heinrich-Wagen, progettata da Ferdinand Porsche e costruita nel 1910, e la Bugatti Tipo 13. Dopo poco tempo, l'esempio di questi costruttori venne seguito da numerose altre case inglesi (Alvis, Aston Martin, Ballot, Frazer Nash), francesi (DFP), tedesche (Benz, Simson) e statunitensi (Apperson, Kissel, Marion, Midland, National, Overland, Stoddard-Dayton e Thomas), che assemblavano vetture di piccole dimensioni già esistenti. Oltre a questi, molti altri costruttori (Chadwick, Mercer, Stutz, e Simplex, ecc) producevano invece vetture più grandi, che erano anche chiamate Gran Turismo.
Agli inizi del XX secolo, i primi esemplari di vetture sport derivavano direttamente dalle vetture da competizione utilizzate nei Gran Premi, come nel caso di molte Bugatti costruite negli anni '20 (Tipo 35, Tipo 38 e Tipo 43), oppure erano macchine di serie modificate per aumentarne le prestazioni. Ad esempio, a questa seconda categoria appartenevano le vetture sport realizzate su base meccanica della Fiat 1100 negli anni '40. Inoltre, nei casi in cui avessero caratteristiche compatibili con le legislazioni vigenti, queste vetture venivano spesso utilizzate anche come auto stradali, esattamente come i modelli di grande serie. Le vetture sportive da competizione partecipavano sia ai primi rally (come la Mille Miglia, la Targa Florio, l’Herkomer Cup, il Prinz Heinrich Fahrt e il rally di Monte Carlo) e prove di durata in primordiali circuiti allestiti per l'occasione, prima fra tutte la 24 Ore di Le Mans, organizzata dall'Automobile Club di Francia, nonché la 24 Ore di Spa e altre corse di minore importanza.
Ad ogni modo, i primi regolamenti per le vetture sport da competizione, definite voiturettes, vennero stabiliti solo nel 1923 dall'ACF e in seguito furono adottati anche per le altre corse della categoria. Le vetture sport per le competizioni furono regolamentate con maggiore precisione nel 1935 sempre dall'ACF, dando vita alla Formula Sport ACF, in Italia ribattezzata Sport Nazionale. L'adozione di tali regolamenti favorì un vero boom di questo genere di vetture, causato anche dai bassi costi di gestione da parte dei piloti privati. Pertanto, fu stabilito che le vetture sport da competizione dovessero essere costruite in un numero minimo di esemplari, con carrozzeria aperta o chiusa, ruote coperte da parafanghi, la porta e un posto guida tale da poter ospitare due sedili. Quest'ultima caratteristica le distingueva in maniera netta dalle monoposto da gran premio.
Nel 1921 la Ballot mise sul mercato la 2LS, progettata da Ernest Henry, la quale era dotata di un motore con doppio albero a camme in testa da 2 L di cilindrata erogante 75 CV di potenza, in grado di raggiungere la, per l'epoca, ragguardevole velocità massima di 150 km/h. In quattro anni ne furono costruite un centinaio, prima che la Ballot la sostituisse con la 2LT e la 2LTS, entrambe con motore monoalbero. Nello stesso anno, in Germania la Benz costruì la 28/95PS con motore sovralimentato, la Mercedes realizzò la 10/40/65 PS e la Simson propose la Supra Type S, dotata di un motore a doppio albero a camme in testa da 2 L di cilindrata, erogante 60 CV di potenza. Di quest'ultima furono realizzate due versioni: una turismo a telaio lungo, che raggiungeva la velocità massima di 120 km/h, e una vettura sport con carburatore a doppio corpo, che toccava i 115 km/h. Tuttavia, solamente 30 esemplari vennero venduti, contro i circa 300 della versione monoalbero ed i 750 della Type R, che possedeva un motore a valvole in testa. Dal 1925 in alcuni paesi il mercato cambiò e le vetture quattro posti divennero più convenienti per le case costruttrici, dato che garantivano più profitti. Tale fenomeno fu visibile in particolar modo in Gran Bretagna, dove le auto a due posti iniziarono a soffrire di un calo di vendite, dato che, ad esempio, tra il 1921 ed il 1939, solamente 350 Aston Martin vennero prodotte, e dal 1924 al 1939, soltanto 323 esemplari vennero fabbricati dalla Frazer Nash. Ciò, però, andrebbe in parte imputato anche alla crescita della concorrenza, poiché proprio in quel periodo cominciarono la loro attività altri costruttori inglesi, quali la AC, la MG e la Austin. In particolare quest'ultima produsse la Austin 7, auto di gran successo prodotta su licenza anche in altri paesi, considerata fra le vetture sport più affidabili. In altri paesi, le vetture sport continuarono ad avere molto mordente, come ad esempio in Francia, dove spopolarono le Amilcar, le Bignan, le Bugatti e le Hispano-Suiza. Queste ultime produssero vetture sport con motore a quattro cilindri, mentre la Delage, la Hotchkiss e la Chenard & Walcker erano concentrate sulle turismo. Tra le aziende automobilistiche che offrirono vetture sport ci furono anche la Mercedes-Benz con i modelli SS ed SSK, e l'Alfa Romeo con la 6C, che venne progettata da Vittorio Jano e proposta anche in altre varianti di carrozzeria.
Negli anni '30 le gare per vetture sport riscossero molto successo tra il pubblico spingendo grandi case automobilistiche quali Alfa Romeo, Maserati, Bugatti, Aston Martin, Bentley, Mercedes-Benz, BMW, Auto Union e Talbot, ad impegnarsi nella realizzazione di auto sempre più competitive, creando i primi reparti corse e affidando il volante a campioni del calibro di Tazio Nuvolari, Achille Varzi, Luigi Fagioli e Rudolf Caracciola. In questo periodo, le vetture sport più note furono le italiane Alfa Romeo 8C 2300 e Fiat 508 Balilla Spider Sport e Coppa d'Oro, nonché le francesi 302 e 402 Darl'Mat e i modelli dell'inglese MG. Tuttavia, le applicazioni sportive di tali veicoli vennero parzialmente offuscate dal grande successo delle monoposto da gran premio, come l'Alfa Romeo 158, che ormai erano modelli da competizione ad altissime prestazioni. L'ultimo acuto prestazionale delle vetture sport prima della guerra fu la vittoria di una BMW 328 alla Mille Miglia del 1940, anche se in quel caso la vettura vincente andrebbe classificata come berlinetta o coupé.

### Il secondo dopoguerra
Lo scoppio della seconda guerra mondiale interruppe le attività sportive, ma nel secondo dopoguerra vennero nuovamente organizzate le corse storiche del panorama internazionale, riscuotendo il consenso del pubblico e allettando i costruttori con costi non eccessivi, ricchi premi di gara, contributi dei finanziatori e un importante ritorno pubblicitario. Dato il successo riscontrato da questo tipo di competizioni la Commissione Sportiva Internazionale, organo sportivo della Federazione Internazionale dell'Automobile, decise di organizzare nel 1953 il primo campionato mondiale vetture sport, che nonostante i cambi tecnico-regolamentari e di denominazione sopravvisse fino agli anni novanta.
L'interesse nei confronti delle vetture sport riprese quota anche grazie all'attività di valenti meccanici che spesso all'interno di piccole rimesse costruivano piccole ed economiche vetturette sulla base di modelli d'anteguerra oppure appena lanciate dalle case principali. In Italia furono attivi preparatori di vetture sport e monoposto da Formula Junior, quali Gilberto Colombo, Vittorio Stanguellini e Ilario Bandini, rispettivamente fondatori della Gilco e delle case omonime, mentre Amedeo Gordini ebbe più successo in Francia, dove inaugurò una prolifica collaborazione con la SIMCA e con la Renault. Tra i nuovi costruttori ad affacciarsi sulla scena vi fu l'italiana OSCA, fondata dai fratelli Maserati, e la francese DB, che realizzò i modelli CD e la René Bonnet su base meccanica Panhard. In Inghilterra permase la produzione MG che nel 1955 lanciò la MG A, ma comparvero anche nuovi costruttori, che costruivano le loro vetture oppure che spedivano le vetture smontate affinché fossero assemblate nei garage di privati. Tra questi vanno ricordati la TVR, la Lotus, che come primo modello commercializzò la barchetta Lotus Seven, la Ginetta e la Elva. Non mancarono però anche vetture sport ben più esclusive, come le fuoriserie su base Alfa Romeo 6C 2500 in Italia, su base Talbot-Lago in Francia o le celebri Jaguar D-Type e Aston Martin in Inghilterra. In Germania la produzione di vetture classificabili come vetture sport fu limitata praticamente alla sola Porsche, che alla fine degli anni '50 realizzò le 718 RSK, seguite dalle varie RS60 ed RS61. Si trattava di vetture a motore posteriore per le quali risulta comunque difficile una classificazione certa, visto che non poche fonti tendono a definirle spider o barchetta.
All'inizio degli anni '60 la popolarità delle vetture sport cominciò nuovamente a scemare, poiché una volta scomparsi molti piccoli e grandi costruttori durante il decennio precedente, la sfida fra le vetture sport rimase confinata a modelli molto prestazionali e molto costosi, nonché a costruttori come Ferrari, Porsche e Ford. Lo stesso concetto di "vettura sport", che fino a quel momento aveva incluso principalmente modelli con carrozzeria aperta, dalla prima metà degli anni '60 incluse anche berlinette a carrozzeria chiusa, finendo per definire tutte le vetture che gareggiavano nella categoria sport prototipi.

## Galleria

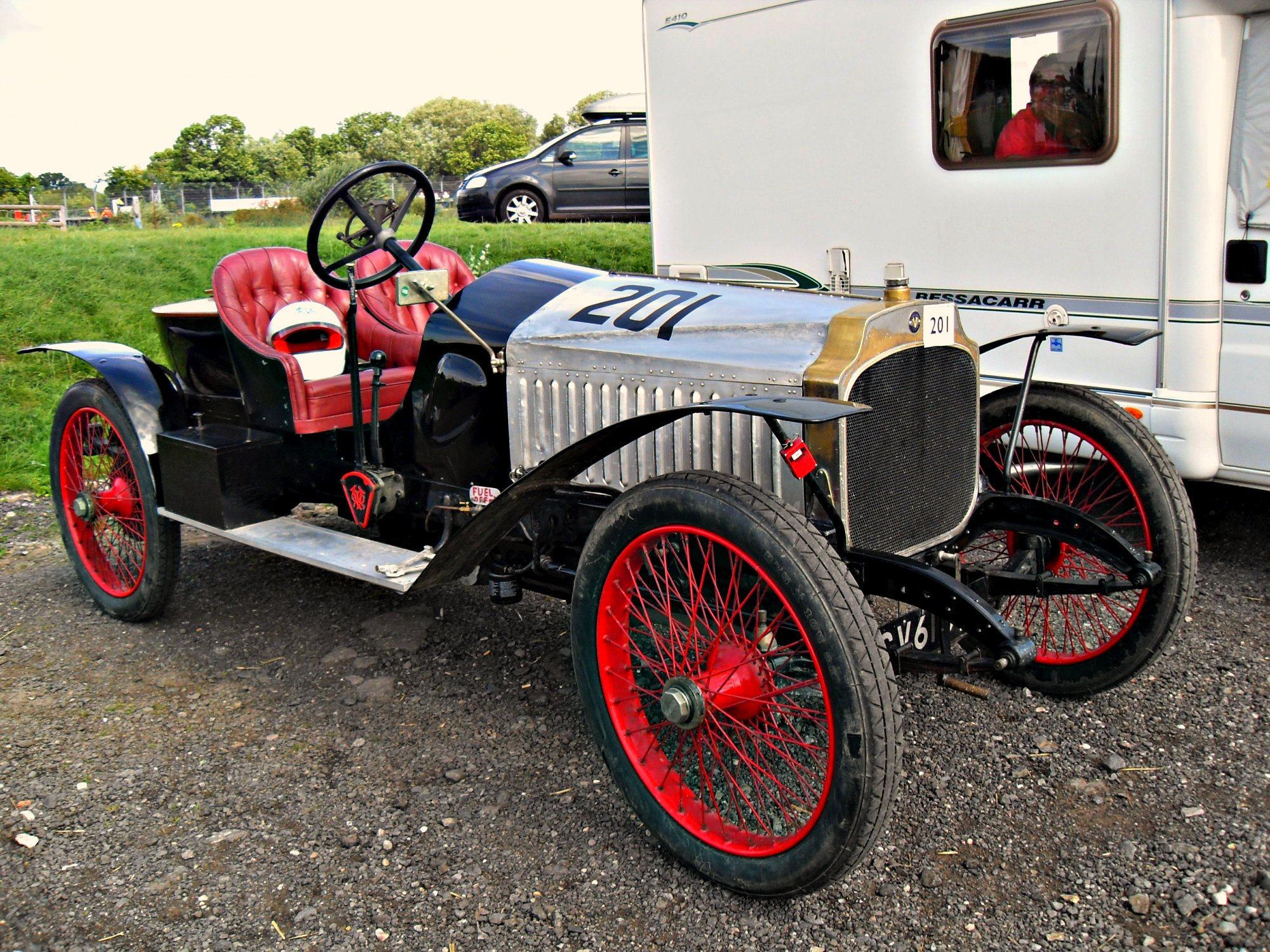
La Vauxhall 20 hp, uno dei primissimi esempi di vettura sport
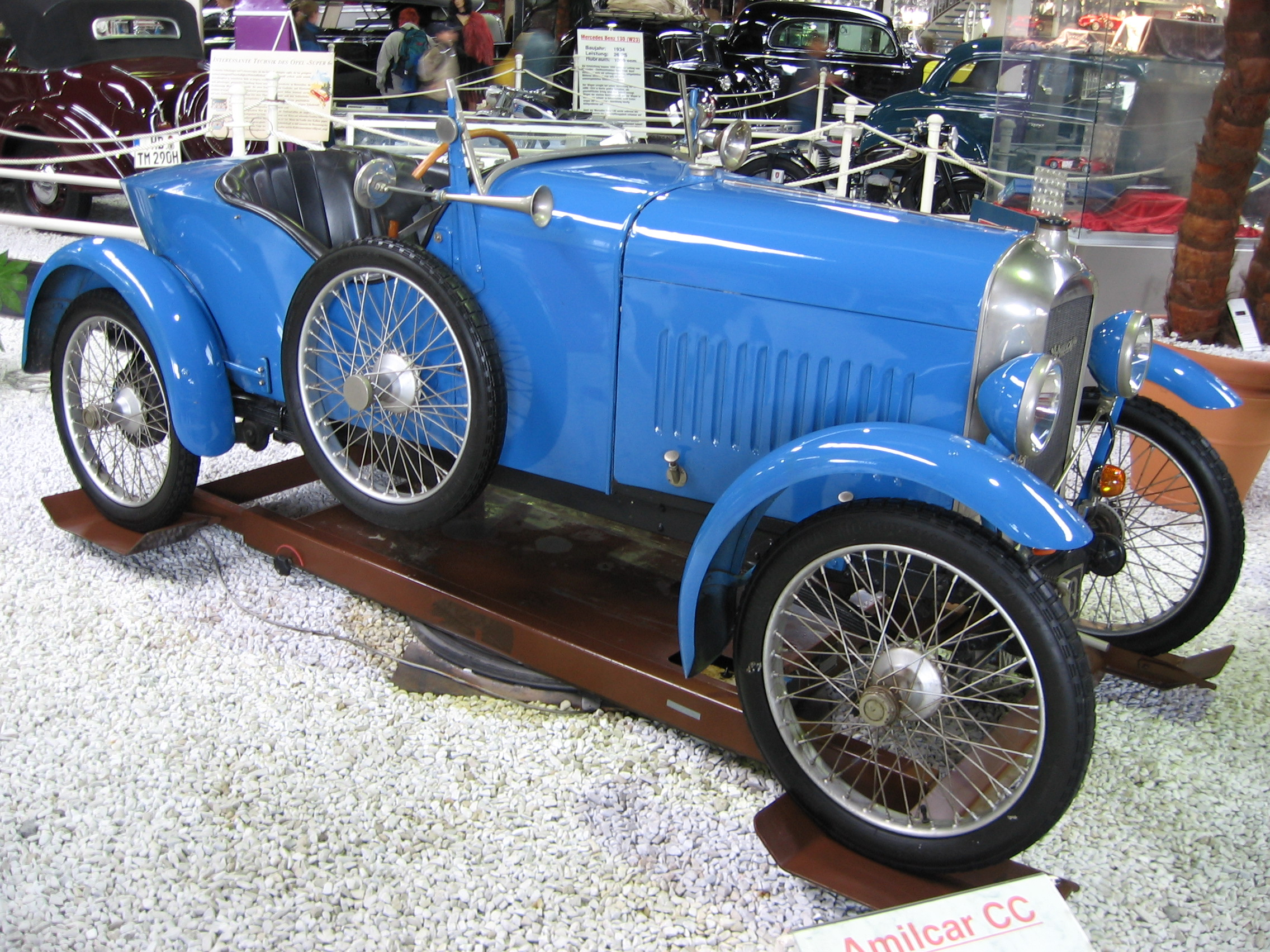
Una compatta Amilcar CC
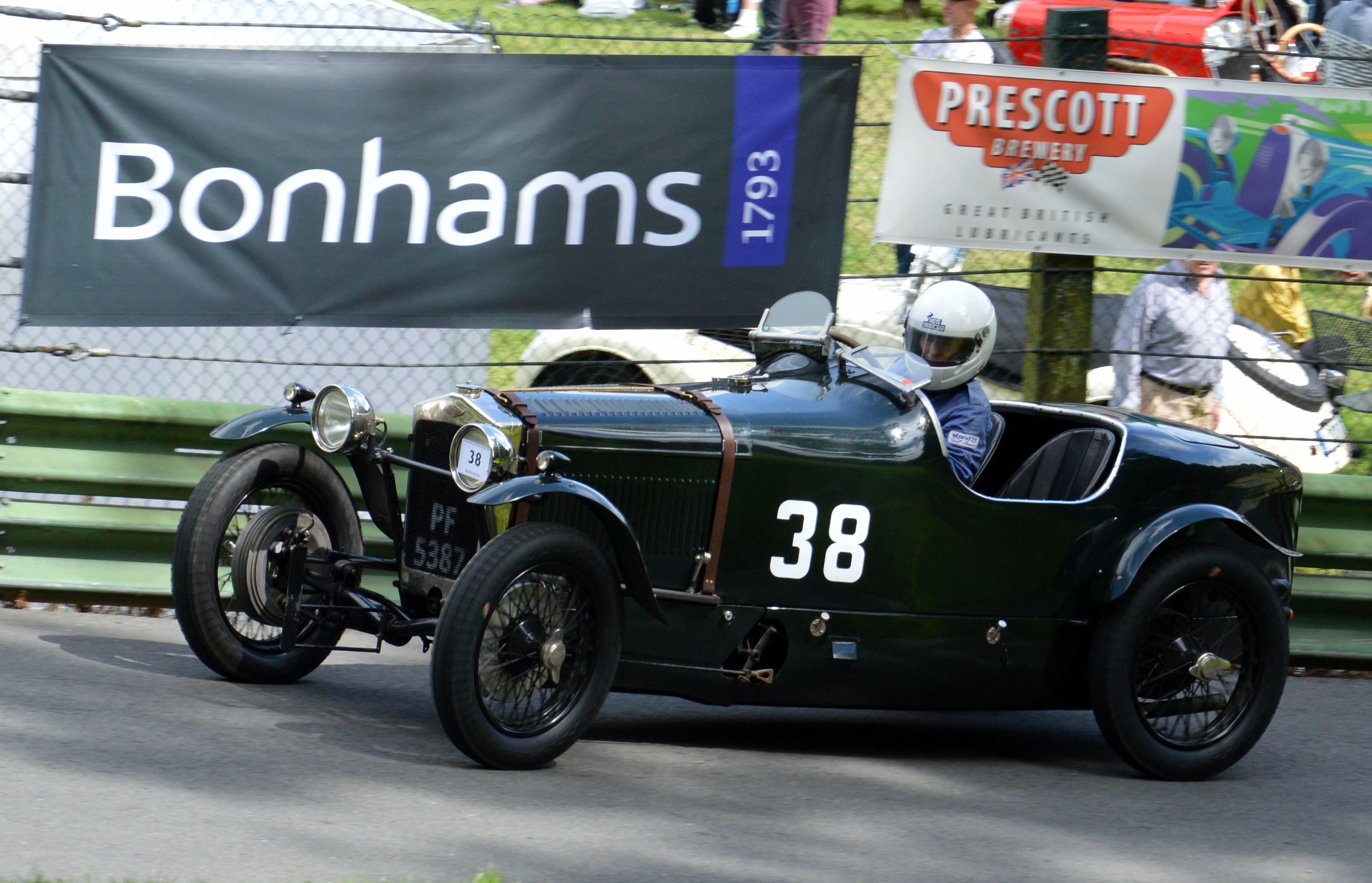
Una Frazer-Nash Boulogne di fine anni '20
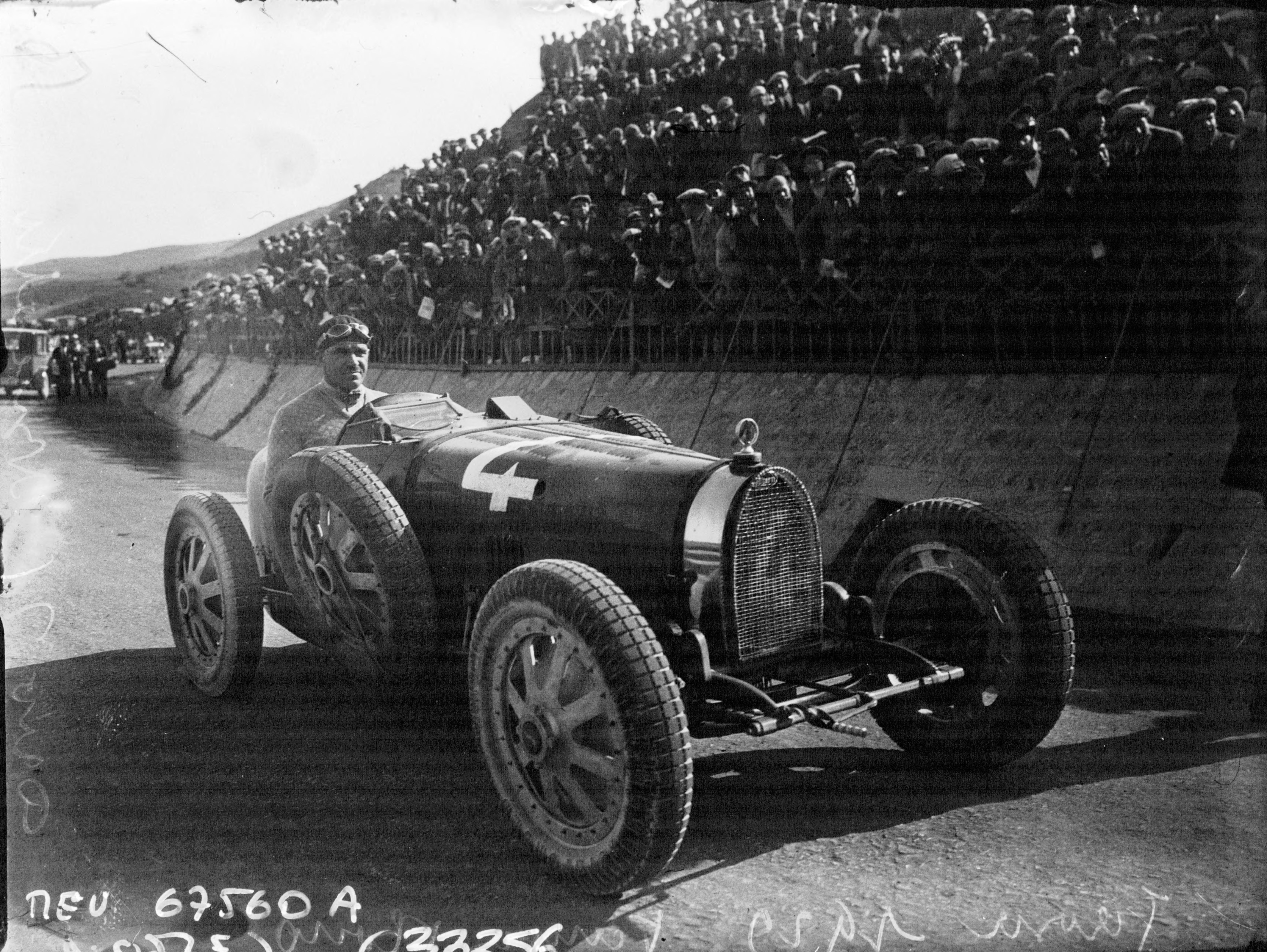
Albert Divo al volante della Bugatti T35 C alla vittoriosa Targa Florio del 1929
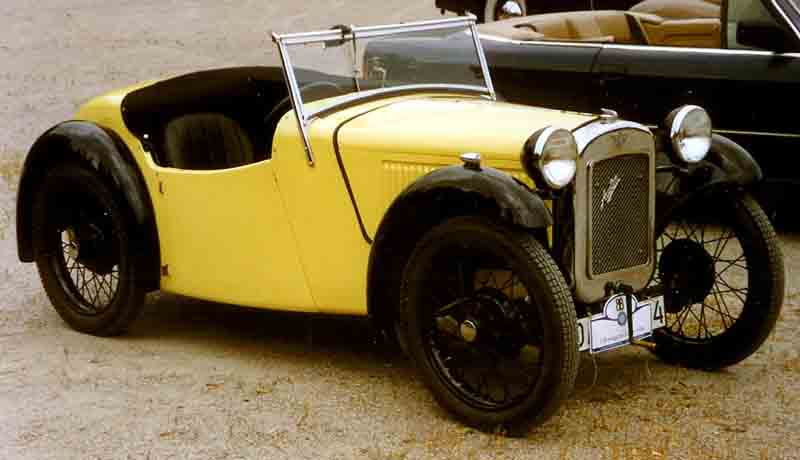
Una Austin Seven
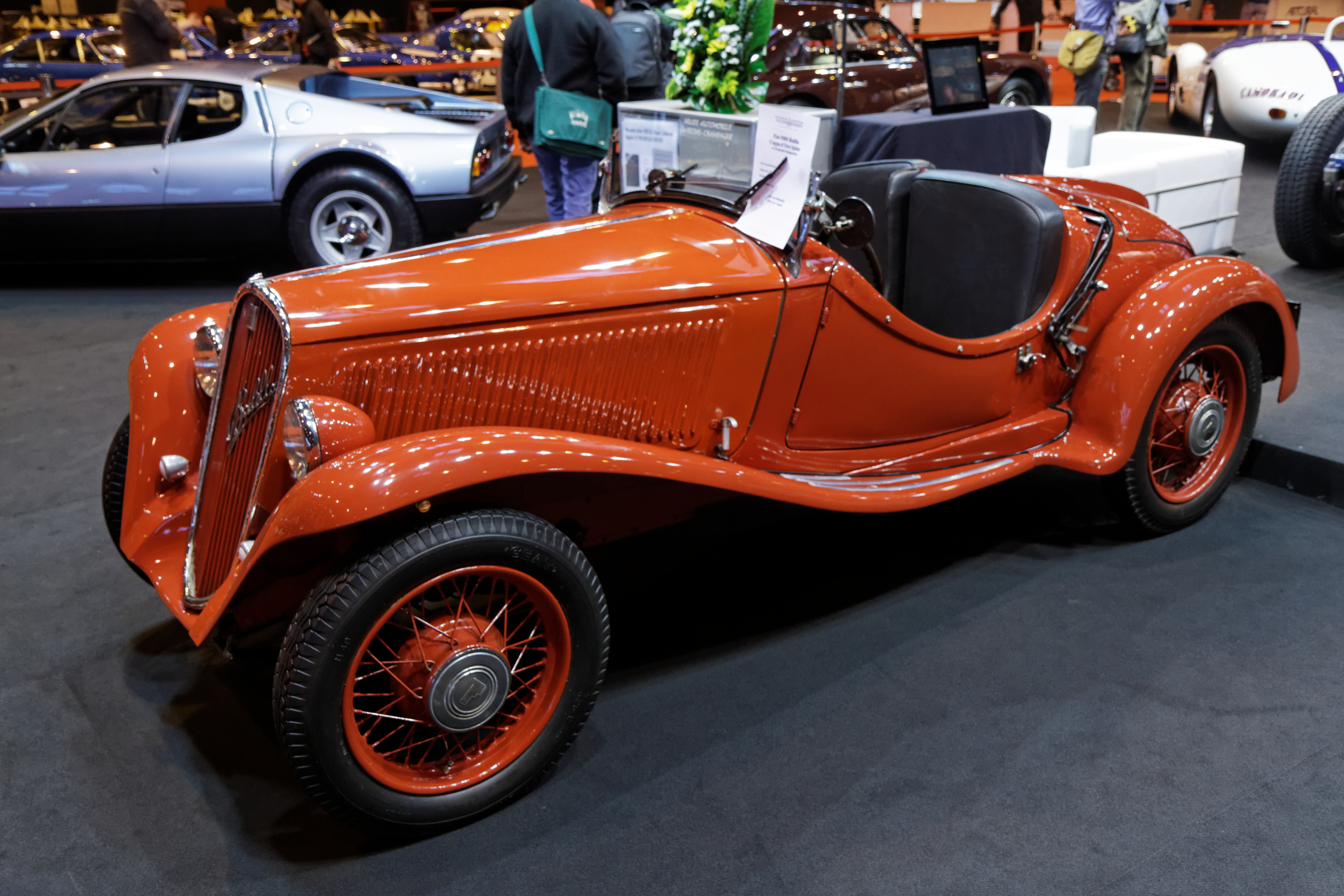
Una Fiat 508 S "Coppa d'Oro"
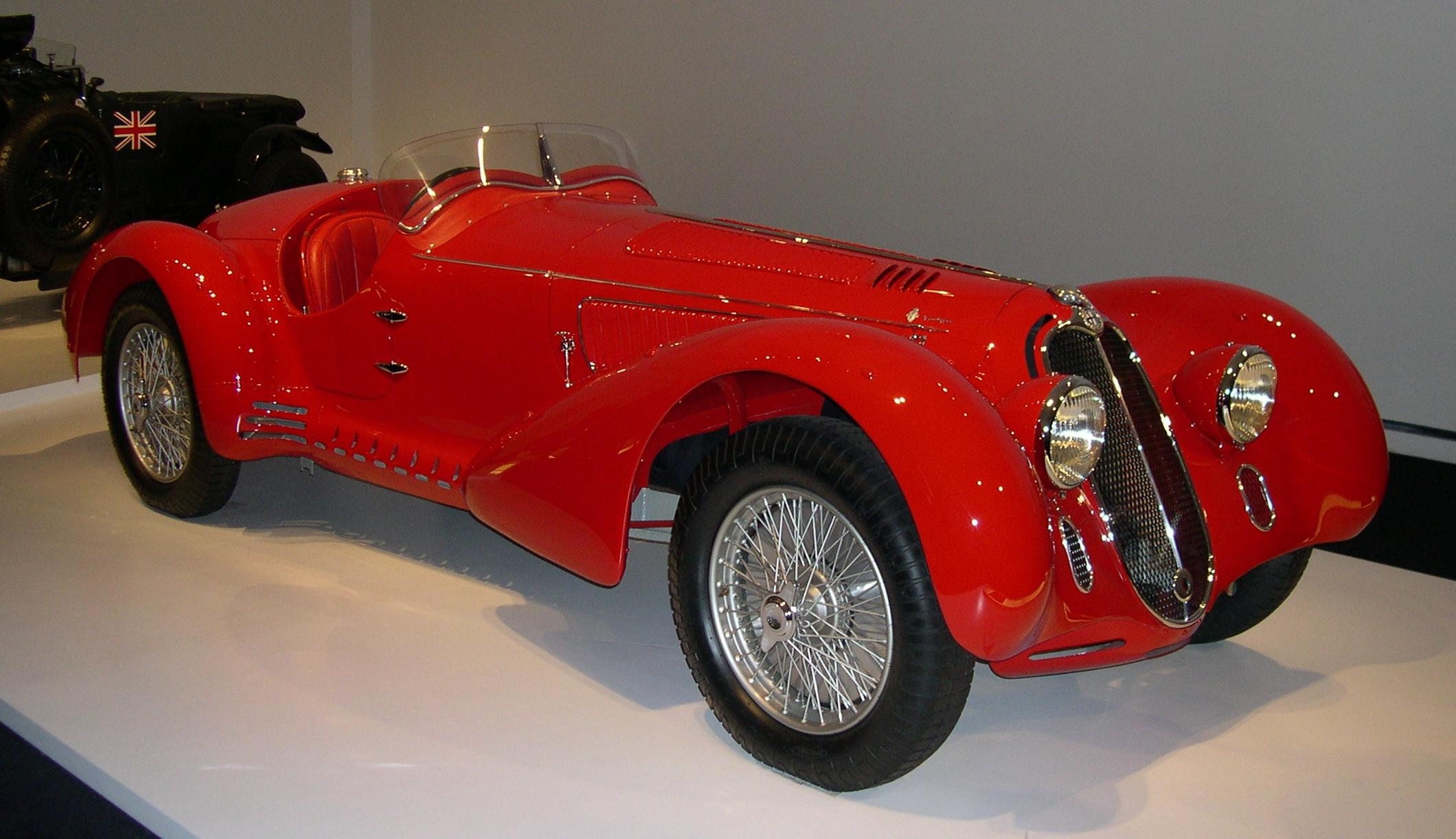
Una costosa Alfa Romeo 8C 2900 carrozzata come vettura sport
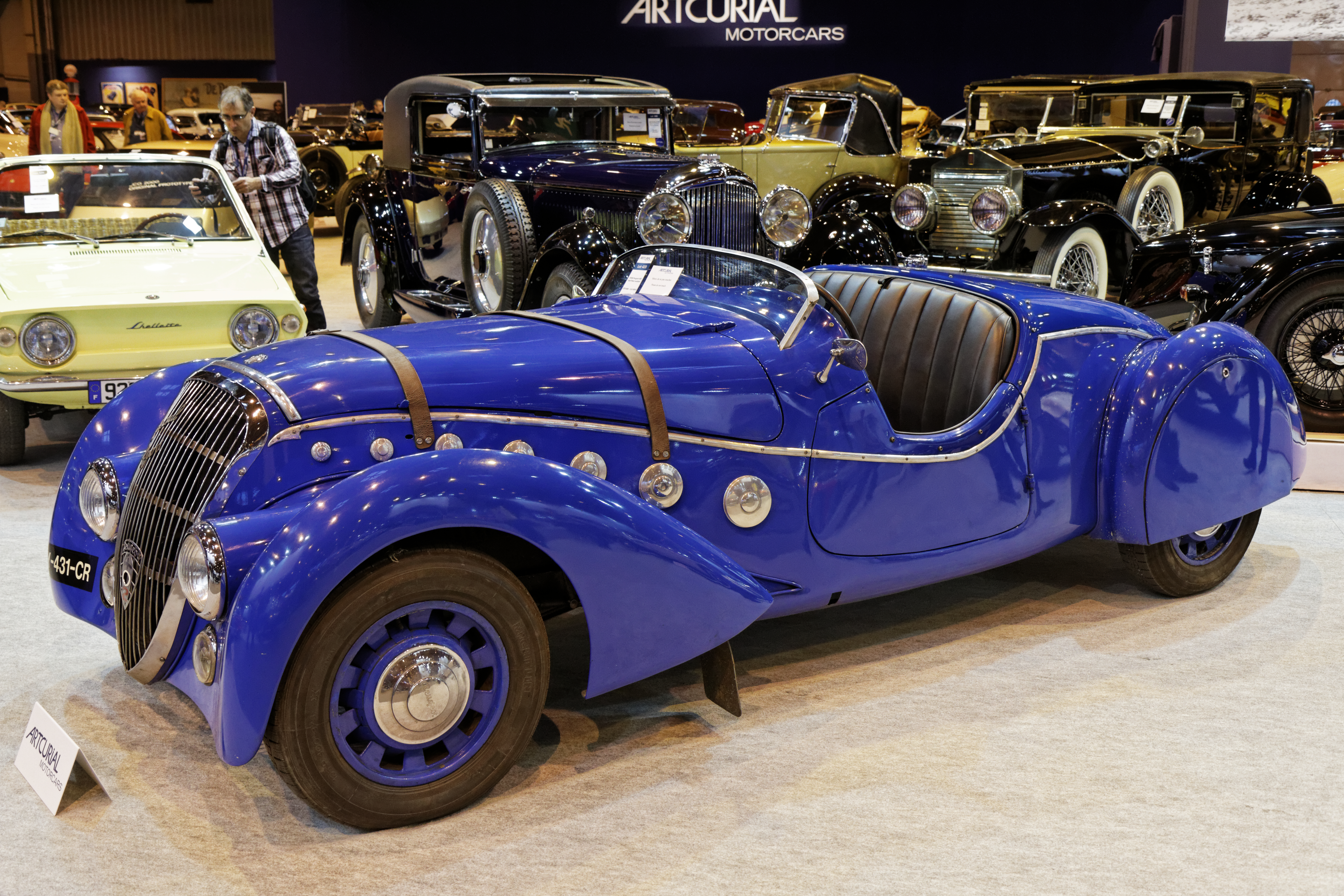
Una Peugeot 402 "Darl'Mat"
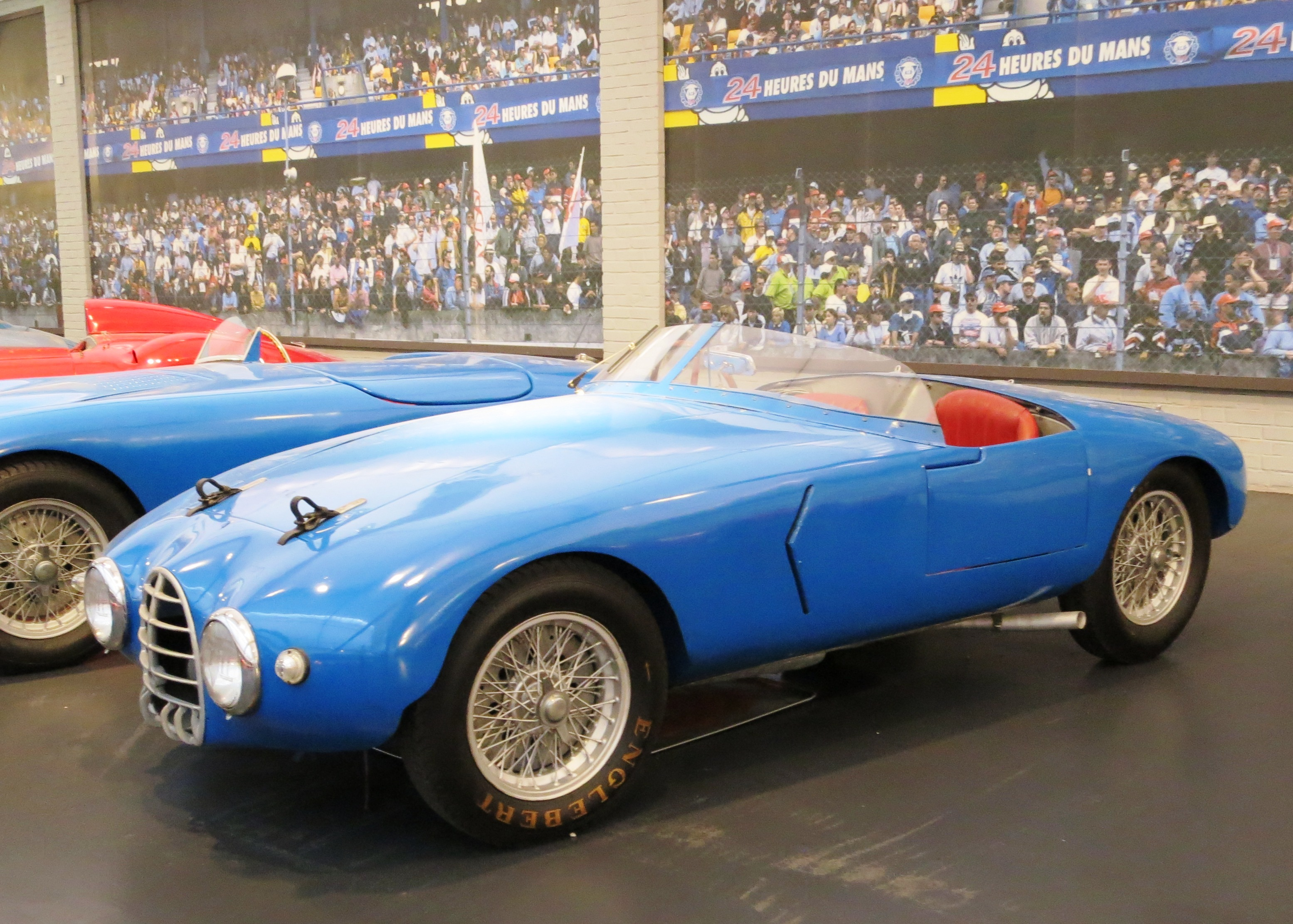
Una Gordini T17S
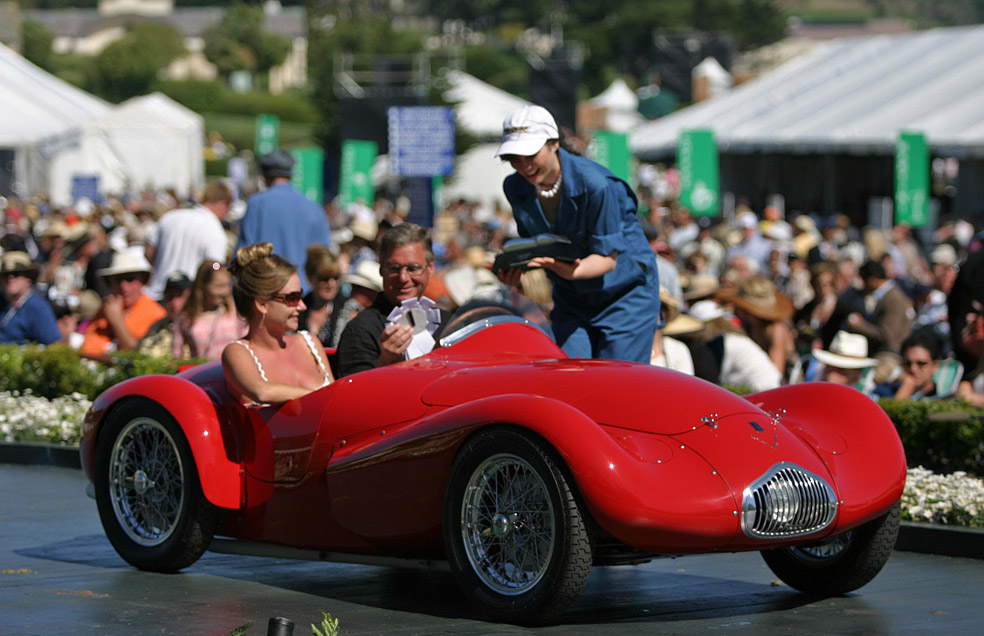
Una Stanguellini 750 Bialbero

## Campionati
- Campionato mondiale vetture sport (1953-1961)
- Campionato internazionale vetture sport (1966-1967)